# 富士見ラノベ文芸大賞
富士見ラノベ文芸大賞（ふじみラノベぶんげいたいしょう）は、かつてKADOKAWAグループの富士見書房が主催していた公募の文学賞。2011年に既存のファンタジア大賞の一部門、ラノベ文芸部門として設立され、2012年にラノベ文芸賞として独立した。2015年の第3回より現在の名称に変更された。
第5回を以て終了し、富士見ノベル大賞に引き継がれた。
なお、雪村花菜『生生流転』（現在の『紅霞後宮物語』）は本賞出身の作品としては最長となり、2020年までに12巻が発売されている。

## 概要
ファンタジア大賞・ラノベ文芸部門
2011年、第24回後期ファンタジア大賞の募集に際して、ライトノベルと一般文芸をつなぐ新しいジャンルの作品を募集するものとしてラノベ文芸部門が設立された。もっとも、応募先が通常のファンタジア大賞と分かれているわけではなく、ファンタジア大賞の全応募作の中からラノベ文芸部門の受賞作（ラノベ文芸賞受賞作）が選出されるという形式だった。
『ドラゴンマガジン』2012年1月号に、この新設部門に関しての冲方丁、田中香織（書店員）、田中久美子（当時のファンタジア文庫編集長）による座談会が掲載された（ファンタジア大賞公式サイトでPDFで公開されている）。
ラノベ文芸賞
2012年9月、第26回冬季ファンタジア大賞の募集開始時にラノベ文芸部門はラノベ文芸賞として独立し、その翌月より第1回の原稿募集を開始した。
ライトノベル作家が最終選考委員を務めるファンタジア大賞とは異なり、ラノベ文芸賞の最終選考は富士見書房編集部が行う。賞金は大賞100万円、金賞30万円、銀賞10万円。受賞作は富士見書房より刊行。
富士見ラノベ文芸大賞
受賞作は「富士見L文庫」より刊行された。

## ファンタジア大賞・ラノベ文芸部門 受賞作一覧
ファンタジア大賞内の一部門として募集された。（）内は改題。
- 第24回後期ファンタジア大賞（2012年1月末日締切、2012年9月受賞作発表）[3]
  - ラノベ文芸賞 - 阿澄森羅 - イラナイチカラ（諸事万端相談所まるなげ堂の事件簿）（2014年7月15日刊行）
- 第25回ファンタジア大賞（2012年8月末日締切、2013年3月受賞作発表）[4]
  - ラノベ文芸賞
    - 庵桐サチ（庵洞サチ） - 電池式（電池式 君の記憶から僕が消えるまで）（2014年8月13日刊行）
    - 霧友諒（霧友正規） - 僕には彼女が見えない（見えない彼女の探しもの）（2014年7月15日刊行）

## ラノベ文芸賞 受賞作一覧
（）内は改題。
- 第1回（2013年4月末日締切、2013年10月受賞作発表、応募総数627）[5]
  - 大賞 - 道具小路 - 石蕗春菊ひとめぐり（サンタクロースのお師匠さま  石蕗と春菊ひとめぐり）（2014年10月15日）
  - 金賞 - 史間あかし - 大江戸医譚―PRACTICE―（町医者風尹の謎解き診療録）（2014年10月15日）
  - 審査員特別賞
    - 桜木紫築（伊佐良紫築） - Electro Fairy（うみまち鉄道運行記 サンミア市のやさしい鉄道員たち）（2014年11月15日）
    - 宗滴（朝倉景太郎） - 恩屋の流儀（ご恩、お売りします。 恩屋のつれづれ商売日誌）（2014年11月15日）
    - 七菜なな - A×M--ジェリー・フィッシュと五つのイニシャル--（心理学者こころ女史の分析 卒業論文と4つの事件）（2014年11月15日）
- 第2回（2014年4月末日締切、応募総数608）[6]
  - 金賞
    - ミヤモトソラト（大槻一翔） - 事実より奇なる解を（薫子さんには奇なる解を）（2015年5月15日）
    - 雪村花菜 - 生生流転（紅霞後宮物語）（2015年5月15日）

  - 審査員特別賞
    - 桜月あきら - あやかし不動産 取引台帳
    - 木内陽 - コーリ駄菓子店のむこうがわ（谷中銀座コーリ駄菓子店出納帳 お客さまは、神さまです。）（2015年9月15日）
    - 灰音ケンジ（灰音憲二） - ニンゲンバスター九里航平（幽霊生活安全課 -かくりよ事件ファイル-）（2016年4月15日）

## 富士見ラノベ文芸大賞 受賞作一覧
- 第3回（2015年4月30日締切、応募総数483）[7]
  - 金賞 - 半田畔 - 風見夜子の死体見聞（2016年6月15日）
  - 審査員特別賞
    - 喜多リリコ（喜咲冬子） - 黎明の国の姉妹（黎明国花伝 星読の姉妹）（2016年6月15日）
    - 49（吉田しく） - 思い出読みの憶絵さん（2016年7月15日）
    - 汐見舜一 - トリプルエース（トリプルエース 君のいない夏に、なくしたものを探して）（2016年7月15日）
- 第4回（2016年4月30日締切、応募総数374）[8]
  - 金賞 - 上倉えり - サニーテーブル（エディター! 編集ガールの取材手帖）（2017年7月15日）
  - 審査員特別賞
    - 宮田光 - まぼろしメゾン（まぼろしメゾンの大家さん あやかし新生活、始めました。）（2017年6月15日）
    - 古木和真 - 非リアな俺は銀行員（社畜の品格）（2017年8月12日）
- 第5回（2017年4月30日締切、応募総数372）[9]
  - 金賞 - 真楠ヨウ - 子育て陰陽師（子育て陰陽師 へっぽこアラサー男と狐と小さなお弟子さん）（2018年8月10日）
  - 審査員特別賞
    - 路生よる - 折紙堂の青目鬼 -折り紙あやかし事件帖 -（折紙堂来客帖 折り紙の思ひ出、紐解きます。）（2018年6月15日）
    - 眞村六郎 - ※諸説あります －新説な美術史と不親切な日常－（五条雪彦の新説な美術史 諸説あります。）（2019年1月15日）